# Asylie
Asylie (altgriechisch ἀσυλία, abgeleitet von dem griechischen Wort ἄσυλος „unverletzlich“, „unverletzt“) bezeichnete in der griechischen Antike ein Privileg, das eine Polis, ein Heiligtum, einzelne Personen oder Personenverbände erwerben konnte und den Schutz vor gewaltsamen Überfällen garantieren sollte. Von der antiken Asylie leitet sich der moderne Begriff Asyl her.

## Begrifflichkeit und Inhalt
Die griechische Sprache kennt für gewaltsamen Raub von Gütern oder die Plünderung von Heiligtümer das Verb syláô (griech. συλάω). Davon abgeleitet bezeichnen die Substantive to sulon (griech. τὸ σῦλον) bzw. hê sýlê (griech. ἡ σύλη) einen Selbsthilfeakt zur Durchsetzung von schuldrechtlichen Ansprüchen oder zur Vergeltung von erlittenem Unrecht, der sich nicht nur gegen den Verursacher eines Unrechts, sondern gegen eine Institution oder eine Gemeinschaft, die diesen repräsentierte, richten konnte. Verlieh eine Polis das Recht der Asylie, sicherte es dem Empfänger zu, dass dieser durch Überfälle, Zwangsvollstreckungen oder Akten der Selbsthilfe seitens des Verleihers geschützt bleiben soll. Je nach Empfänger kann zwischen personaler (Einzelpersonen und Personenverbände) und territorialer (Heiligtümer, Städte) Asylie unterschieden werden.
Die Deutung der antiken griechischen Asylie ist umstritten. Die traditionelle Auffassung in der historischen Forschung, dass die Asylie primär dem Schutz vor Piraterie gegolten habe, ist in jüngerer Zeit bestritten worden, da es keine historischen Hinweise darauf gebe, dass das Privileg der Asylie jemals einen Überfall auf eine Stadt oder einen Krieg verhindert habe. Vielmehr sei sie als ein Ehrentitel anzusehen, den man durch geschickte diplomatische Verhandlungen erwarb und der die eigene Reputation steigern sollte.
Der griechische Begriff ἄσυλος bzw. ἄσυλον wurde als asylum (nun mit Betonung auf der zweiten statt der ersten Silbe) ins Lateinische übernommen. Von dort aus gelangte er im frühen 16. Jahrhundert ins Deutsche, wurde aber erst im späten 18. Jahrhundert zu der heutigen Form „Asyl“ verkürzt.

## Verbreitung
Die Asylie griechischer Städte in hellenistischer Zeit ist vor allem durch Inschriften und Münzen dokumentiert. Die Inschriften konzentrieren sich dabei auf den ägäischen Raum im Zeitraum zwischen 260 und 180 v. Chr., Münzen berichten vor seit etwa 140 v. Chr. über die Asylie von griechischen Städten im nahöstlichen Raum. Aus Ägypten ist durch entsprechende Inschriften allerdings ebenfalls belegt, dass die dortigen ptolemäischen Herrscher bedeutenden Tempeln ihres Reiches die Asylie verliehen.